# Michel de Hey
Michel de Hey (Rijswijk, 20 september 1968) is een Nederlandse techno-dj en technoproducent. Momenteel bestiert De Hey zijn verschillende labels als HEY! Records en EC Records. Hierop brengt hij zijn eigen muziek uit en acts als Secret Cinema en Grooveyard.

## Albums
De Hey heeft de volgende albums op zijn naam staan:
- Essential Elements - Part 4 to 10 (compiled, not mixed) - CD EDM
- Essential Elements - Part 11 (compiled and mixed) - CD EDM
- Technological Elements - Part 1 – 2 – 3 - CD EDM
- 3 DJ’s in a Box - Part 1 – 2 – 3 - CD Arcade
- Nighttown - Part 2 - CD Basic Beat
- Impulz - Part 1 - CD Influx
- Dance Valley on Ibiza vol. 1 - CD Influx
- Dance Valley main stage 2002, mixed by DJ Michel de Hey - CD Influx
- Syntec - Part 1 - CD EC Records
- Various MDH01 - CD Trust the dj
- Michel de Hey VS Secret Cinema - Just the two of us - CD EC Records
- Michel de Hey - Two Faces - 2CD News
- Michel de Hey - Recorded in Rotterdam - CD Immaculate Music
- Let It Go

In 2008 werd de cd Recorded in Amsterdam uitgebracht.